# Jelena Isinbajeva
Jelena Gadžievna Isinbajeva (rusko: Елена Гаджиевна Исинбаева, IPA: [jɪˈlʲɛnə gɐˈdʐɨjɪvnə ɪsʲɪnˈbajɪvə], ruska skakalka s palico, * 3. junij 1982, Volgograd.
Je ena najuspešnejših skakalk s palico na svetu, udeleženka več Olimpijad ter večkratna svetovna rekorderka.

## Dosežki
| Leto | Tekmovanje                        | Prizorišče                      | Uvrstitev | Opombe               |
| ---- | --------------------------------- | ------------------------------- | --------- | -------------------- |
| 1998 | Svetovne mladinske igre           | Moskva, Rusija                  | 1. mesto  | 4.00 m               |
| 1998 | Mladinsko svetovno prvenstvo      | Annecy, Francija                | 9. mesto  | 3.90 m               |
| 1999 | Mladinsko svetovno prvenstvo      | Bydgoszcz, Poljska              | 1. mesto  | 4.10 m (WYR)         |
| 1999 | Mladinsko evropsko prvenstvo      | Riga, Latvija                   | 5. mesto  | 4.05 m               |
| 2000 | Mladinsko svetovno prvenstvo      | Santiago, Čile                  | 1. mesto  | 4.20 m (WJR)         |
| 2001 | Mladinsko evropsko prvenstvo      | Grosseto, Italija               | 1. mesto  | 4.40 m (CR)          |
| 2002 | Evropsko prvenstvo                | München, Nemčija                | 2. mesto  | 4.55 m               |
| 2003 | Svetovno dvoransko prvenstvo      | Birmingham, Združeno kraljestvo | 2. mesto  | 4.60 m               |
| 2003 | Svetovna prvenstva                | Pariz, Francija                 | 3. mesto  | 4.65 m               |
| 2003 | Evropsko prvenstvo v atletiki U23 | Bydgoszcz, Poljska              | 1. mesto  | 4.65 m (CR)          |
| 2004 | Svetovno dvoransko prvenstvo      | Budimpešta, Madžarska           | 1. mesto  | 4.86 m (WR)          |
| 2004 | Olimpijske igre                   | Atene, Grčija                   | 1. mesto  | 4.91 m (WR)          |
| 2004 | IAAF Finale atletike              | Monte Carlo, Monako             | 1. mesto  | 4.83 m               |
| 2005 | Evropsko dvoransko prvenstvo      | Madrid, Španija                 | 1. mesto  | 4.90 m (i WR)        |
| 2005 | Svetovno prvenstvo                | Helsinki, Finska                | 1. mesto  | 5.01 m (WR)          |
| 2005 | IAAF Finale atletike              | Monte Carlo, Monako             | 1. mesto  | 4.74 m               |
| 2006 | Svetovno dvoransko prvenstvo      | Moskva, Rusija                  | 1. mesto  | 4.80m                |
| 2006 | Evropsko prvenstvo                | Göteborg, Švedska               | 1. mesto  | 4.80 m (CR)          |
| 2006 | IAAF Finale atletike              | Stuttgart, Nemčija              | 1. mesto  | 4.75 m               |
| 2006 | Svetovni pokal                    | Atene, Grčija                   | 1. mesto  | 4.60 m (CR)          |
| 2007 | Svetovno prvenstvo                | Osaka, Japonska                 | 1. mesto  | 4.80 m               |
| 2007 | IAAF Zlata liga                   | 6/6 zmag                        | 1. mesto  | Zmagovalka Jackpota  |
| 2007 | IAAF Finale atletike              | Stuttgart, Nemčija              | 1. mesto  | 4.87 m (CR)          |
| 2008 | Svetovno dvoransko prvenstvo      | Valencia, Španija               | 1st       | 4.75 m               |
| 2008 | Olimpijske igre                   | Peking, Kitajska                | 1. mesto  | 5.05 m (WR)          |
| 2009 | Svetovno prvenstvo                | Berlin, Nemčija                 | finale    | NM                   |
| 2009 | IAAF Zlata liga                   | 6/6 zmag                        | 1. mesto  | Zmagovalka Jackpotaa |
| 2009 | Finale atletike                   | Solun, Grčija                   | 1. mesto  | 4.80 m               |
| 2010 | Svetovno dvoransko prvenstvo      | Doha, Katar                     | 4. mesto  | 4.60 m               |
| 2011 | Svetovno prvenstvo                | Daegu, Južna Koreja             | 6. mesto  | 4.65 m               |
| 2012 | Svetovno dvoransko prvenstvo      | Istanbul, Turčija               | 1. mesto  | 4.80 m               |
| 2012 | Olimpijske igre                   | London, Združeno kraljestvo     | 3. mesto  | 4.70 m               |
| 2013 | Svetovna prvenstva                | Moskva, Rusija                  | 1. mesto  | 4.89 m               |

## Rezultati
2004
- 1. mesto – 4.83 m – Pole Vault Stars, Doneck, Ukrajina
- 1. mesto – 4.86 m – Svetovno dvoransko prvenstvo, Budimpešta, Madžarska
- 1. mesto – 4.87 m – IAAF Gateshead, Velika Britanija
- 1. mesto – 4.89 m – Birmingham International Meeting, Velika Britanija
- 1. mesto – 4.90 m – British Grand Prix London, Velika Britanija
- 1. mesto – 4.91 m – Poletne Olimpijske igre, Atene, Grčija
- 1. mesto – 4.92 m – Zlata liga Bruselj, Belgija
- 1. mesto – 4.83 m – 2. finale svetovne atletike, Monte Carlo, Monako

2005
- 1. mesto – 4.87 m – Pole Vault Stars, Doneck, Ukrajina
- 1. mesto – 4.90 m – Evropsko dvoransko prvenstvo, Madrid, Španija
- 1. mesto – 4.93 m – IAAF Luzana, Švica
- 1. mesto – 4.95 m – Meeting de Madrid, Španija
- 1. mesto – 5.00 m – IAAF London, Velika Britanija
- 1. mesto – 4.79 m – IAAF Stockholm, Švedska
- 1. mesto – 5.01 m – Svetovno prvenstvo, Helsinki, Finska
- 1. mesto – 4.93 m – Zlata liga Bruselj, Belgija
- 1. mesto – 4.74 m – 3. finale svetovne atletike , Monte Carlo, Monako

2006
- 1. mesto – 4.91 m – Pole Vault Stars, Doneck, Ukrajina
- 1. mesto – 4.79 m – Norwich Union Grand Prix, Birmingham, Velika Britanija
- 1. mesto – 4.72 m – Meeting Gaz de France du Pas-de-Calais, Lievin, Francija
- 1. mesto – 4.80 m – Svetovno dvoransko prvenstvo, Moskva, Rusija
- 1. mesto – 4.76 m – IAAF Paris Saint-Denis, Francija
- 1. mesto – 4.90 m – IAAF Lausanne, Švica
- 1. mesto – 4.91 m – IAAF London, Velika Britanija
- 1. mesto – 4.80 m – Evropsko prvenstvo, Gothenburg, Švedska
- 1. mesto – 4.81 m – Zlata liga Bruselj, Belgija
- 1. mesto – 4.75 m – 4. finale svetovne atletike, Stuttgart, Nemčija

2007
- 1. mesto – 4.93 m – Pole Vault Stars, Doneck, Ukrajina
- 1. mesto – 4.91 m – Meeting Gaz De France, Pariz, Franija
- 1. mesto – 4.90 m – Zlata liga Rim, Italija
- 1. mesto – 4.82 m – Norwich Union Super Grand Prix, London, Velika Britanija
- 1. mesto – 4.80 m – Svetovno prvenstvo, Osaka, Japonska
- 1. mesto – Zlata liga Bruselj, Belgium
- 1. mesto – 4.87 m – 5. finale svetovne atletike, Stuttgart, Germany

2008
- 1. mesto – 4.95 m – Pole Vault Stars, Doneck, Ukrajina
- 1. mesto – 4.75 m – Svetovno dvoransko prvenstvo, Valencia, Španija
- 1. mesto – 5.03 m – Golden Gala, Rim, Italija
- 1. mesto – 5.04 m – Super Grand Prix, Monte Carlo, Monako
- 1. mesto – 5.05 m – Poletne Olimpijske igre, Peking, Kitajska
- 1. mesto – 4.88 m – IAAF Zürich, Švica

2009
- 1. mesto – 5.00 m – Pole Vault Stars, Doneck, Ukrajina
- 1. mesto – 4.82 m – Aviva Grand Prix, Birmingham, Velika Britanija
- 1. mesto – 4.83 m – ISATF Berlin, Nemčija
- 1. mesto – 4.65 m – Miting Gaz de France, Pariz, Francija
- 2. mesto – 4.68 m – Aviva London Grand Prix, London, Velika Britanija
- brez izmerjene višine – Svetovno prvesntvo, Berlin, Nemčija
- 1. mesto – 5.06 m – Zlata liga, Zürich, Švica

2010
- 1. mesto – 4.85 m – Ruski zimski miting, Moskva, Rusija
- 1. mesto – 4.85 m – Pole Vault Stars, Doneck, Ukrajina
- 4. mesto – 4.60 m – Svetovno dvoransko prvenstvo, Doha, Katar

2011
- 1. mesto – 4.81 m – Ruski zimski miting, Moskva, Rusija
- 1. mesto – 4.85 m – Pole Vault Stars, Doneck, Ukrajina
- 1. mesto – 4.60 m – Noč atletike, Heusden, Belgija
- 1. mesto – 4.76 m – Diamantna liga, Stockholm, Švedska
- 6. mesto – 4.65 m – Svetovno prvenstvo, Daegu, Južna Koreja

2012
- 1. mesto – 5.01 m – XL-Galan, Stockholm, Švedska
- 1. mesto – 4.80 m – Svetovno dvoransko prvenstvo, Istanbul, Turčija
- 3. mesto – 4,70 m – Poletne Olimpijske igre, London, Združeno kraljestvo

2013
- 1. mesto – 4,89 m – Svetovno prvenstvo, Moskva, Rusija

## Svetovni rekordi
Jelena Isinbajeva je v karieri postavila 17 svetovnih rekordov in 13 dvoranskih svetovnih rekordov. Več njenih dvoranskih rekordov je kasneje postalo uradni svetovni rekord.
| Dosežek | Prizorišče            | Datum             |
| ------- | --------------------- | ----------------- |
| 4,82 m  | Gateshead, Anglija    | 14. julij 2003    |
| 4,83i m | Doneck, Ukrajina      | 15. februar 2004  |
| 4,86i m | Budimpešta, Madžarska | 6. marec 2004     |
| 4,87 m  | Gateshead, Anglija    | 27. junij 2004    |
| 4,89 m  | Birmingham, Anglija   | 25. julij 2004    |
| 4,90 m  | London, Anglija       | 30. julij 2004    |
| 4,91 m  | Atene, Grčija         | 24. avgust 2004   |
| 4,92 m  | Bruselj, Belgija      | 3. september 2004 |
| 4,93 m  | Lausanne, Švica       | 5. julij 2005     |
| 4,95 m  | Madrid, Španija       | 16. julij 2005    |
| 4,96 m  | London, Anglija       | 22 julij 2005     |
| 5,00 m  | London, Anglija       | 22 julij 2005     |
| 5,01 m  | Helsinki, Finska      | 12. avgust 2005   |
| 5,03 m  | Rim, Italija          | 11. julij 2008    |
| 5,04 m  | Monako                | 29. julij 2008    |
| 5,05 m  | Peking, Kitajska      | 18. avgust 2008   |
| 5,06 m  | Zürich, Švica         | 28. avgust 2009   |

| Dosežek | Prizorišče            | Datum             |
| ------- | --------------------- | ----------------- |
| 4,81 m  | Doneck, Ukrajina      | 15. february 2004 |
| 4,83 m  | Doneck, Ukrajina      | 15. february 2004 |
| 4,86 m  | Budimpešta, Madžarska | 6. marec 2004     |
| 4,87 m  | Doneck, Ukrajina      | 12. februar 2005  |
| 4,88 m  | Birmingham, Anglija   | 15. februar 2005  |
| 4,89 m  | Lievin, Francija      | 18. februar 2005  |
| 4,90 m  | Doneck, Ukrajina      | 26. februar 2005  |
| 4,91 m  | Madrid, Španija       | 6. Marec 2005     |
| 4,93 m  | Doneck, Ukrajina      | 12. februar 2006  |
| 4,95 m  | Doneck, Ukrajina      | 10. februar 2007  |
| 4,97 m  | Doneck, Ukrajina      | 16. februar 2008  |
| 5,00 m  | Doneck, Ukrajina      | 15. februar 2009  |
| 5,01 m  | Stockholm, Švedska    | 23. februar 2012  |

## Seznam rekordov
(Odebeljeno so izpisani aktualni rekordi.)
| Kategorija                   | Dosežek | Prizorišče            | Datum           |
| ---------------------------- | ------- | --------------------- | --------------- |
| Mladinski svetovni rekord    | 4.10 m  | Bydgoszcz, Poljska    | 18 julij 1999   |
| Mladinsko svetovno prvenstvo | 4.20 m  | Santiago, Čile        | 8 oktober 2000  |
| Mladinsko svetovno prvenstvo | 4.40 m  | Grosseto, Italija     | 21 julij 2001   |
| Mladinski svetovni rekord    | 4.46 m  | Berlin, Nemčija       | 2 avgust 2001   |
| Mladinski svetovni rekord    | 4.47 m  | Budimpešta, Madžarska | 10 februar 2001 |
| Evropsko prvenstvo do 23 let | 4.65 m  | Bydgoszcz, Poljska    | 19 julij 2003   |
| Olimpijski rekord            | 4.91 m  | Atene, Grčija         | 24 avgust 2004  |
| Olimpijski rekord            | 5.05 m  | Peking, Kitajska      | 18 avgust 2008  |
| Svetovna dvoranska prvenstva | 4.86 m  | Budimpešta, Madžarska | 6 marec 2004    |
| Svetovna prvenstva           | 5.01 m  | Helsinki, Finska      | 12 avgust 2005  |
| Evropska dvoranska prvenstva | 4.90 m  | Madrid, Španija       | 6 marec 2005    |
| Evropska prvenstva           | 4.80 m  | Göteborg, Švedska     | 12 avgust 2006  |
| Svetovni rekord (dvoranski)  | 5.01 m  | Stockholm, Švedska    | 23 februar 2012 |
| Svetovni rekord (zunanji)    | 5.06 m  | Zurich, Švica         | 28 avgust 2009  |
| Zlata liga'                  | 5.06 m  | Zurich, Švica         | 28 avgust 2009  |